# 十四行诗
十四行诗（英語：Sonnet），曾音譯为商籟或商籁体，是一种定型詩的類型，起源於義大利，一般相信是由賈科莫·達·倫蒂尼創始，於13世纪时期形成，之後傳布到歐洲各國。
十四行詩的原始字面意思，是小詩、小歌謠的意思，最初並不一定是正好14行。在13世紀時，十四行詩被定型下來，由14句詩句組成，其押韻結構與文字構成皆有嚴格限制。但是隨著歷史演變，這些約定俗成的限制也有所改變。现在常见的是義大利类（佩脫拉克）或英国类（莎士比亚）。

## 概論
英語名字「sonnet」来自法语的和義大利语的，都是小歌曲的意思。中國新文學運動時曾音譯為「商籟」。

## 義大利十四行诗
義大利十四行诗分为两段，先八后六。前八句韵腳是 a-b-b-a， a-b-b-a。后六句有两种，c-d-e-c-d-e，或者 c-d-c-c-d-c。第九句不只改韵腳，很多时候题目或感觉也不一样。
義大利十四行诗的规则由圭托內·達瑞佐（1235年～1294年）所建，他自己写了将近300首。最著名的早期十四行诗詩人是弗朗切斯科·佩脫拉克（1304年7月20日～1374年7月19日）。其他義大利诗人也写過一些十四行诗，如但丁·阿利吉耶里（1265年5月～1321年9月14日）和吉多·卡瓦爾康蒂（1258年～1300年8月29日）。

## 英国十四行诗
義大利十四行诗传入英国之后，结构改变。英国类分为3段四句加最后两句。最后的两句通常与前面的差異很大，比義大利类第九句改变更多。一般英国十四行诗的韵腳是「a-b-a-b, c-d-c-d, e-f-e-f, g-g」， 或者「a-b-a-b, b-c-b-c, c-d-c-d, e-e」。

## 现代
較為自由，因為不會有太多強硬的限制，所以有各種新式寫法開始出現。

### 西洋
白话文时兴之后，十四行诗变得很少见，但是19世纪和20世纪还是有人写，如法国的Arthur Rimbaud和Stéphane Mallarmé。现在还有专门发表十四行诗的网站。

### 中國
中華民國大陸時期，也有詩人寫作中文的十四行詩，如聞一多《收回》、馮至《原野的小路》。《收回》前半8行，分為兩節，每節4行，後半則一節6行；韻式是「a-b-a-b, c-d-c-d, e-f-e-f-g-g」，形式上和英國的十四行詩相似。在1940年代，冯至的诗更具代表性，他在1941年一年内写了二十七首十四行体新诗，似有些偶然，又有些必然。他在《我和十四行诗的因缘》一文中有颇详细的叙说。他第一次译作十四行诗，是1928年他不懂法语时经友人范希衡讲解，略加整理而成的法国菲利克斯·阿伏斯（1806年7月23日～1850年11月7日）的一首《十四行诗》。冯至在写《十四行集》之前，除读了中译的莎士比亚和伊莉莎白·巴雷特·白朗寧等人的十四行诗外，进北京大学德语系学习后，安德烈亞斯·格呂菲烏斯的沉痛的《祖国的泪》，普拉滕（platen）的明净的追求美和形式的《威尼斯十四行》，给了冯至以难忘的印象。他说：「沉痛也好，明净也好，我渐渐感觉到十四行与一般的抒情诗不同，它自成一格，具有其他诗体不能代替的特点，它的结构大都是有起有落，有张有弛，有期待有回答，有前题有后果，有穿梭般的韵脚，有一定数目的音步，它便于作者把主观的生活体验升华为客观的理性，而理性里蕴蓄着深厚的感情」。